# Tanagura
Tanagura (japanska: 棚倉町?, Tanagura-machi) är en landskommun (köping) i Fukushima prefektur i Japan.  